# Sòlid de revolució
En matemàtiques, enginyeria, i processos de fabricació, un sòlid de revolució és una figura sòlida obtinguda per rotació d'una corba plana al voltant d'una recta (l'eix) que pertanyi al mateix pla.
Suposant que la corba no talli l'eix, el volum del sòlid és igual a la longitud de la circumferència descrita pel centre de gravetat de la figura multiplicada per l'àrea de la figura segon teorema de Pappus.

Rotació d'una corba

Un disc representatiu és un element de volum tridimensional d'un sòlid de revolució. L'element es crea per rotació un segment de recta (de longitud w) al voltant d'un eix (situat a una distància de r unitats de longitud), de manera que tanca un volum cilíndric de π ∫r²w unitats.

## Càlcul del volum
Hi ha dos mètodes habituals per trobar el volum d'un sòlid de revolució, són el mètode d'integració per discs i per closques. Per aplicar aquests mètodes, el més fàcil és dibuixar la gràfica en qüestió, identificar l'àrea que s'està escombrant en girar entorn de l'eix de revolució, i llavors dibuixar una recta, vertical (paral·lel a l'eix y) per a funcions definien en termes de x i horitzontal (paral·lel a l'eix x) per a funcions definien en termes de x, que s'anomena un tall. Encara que totes les fórmules es llisten en termes de x, les fórmules són exactament les mateixes per les funcions definien en termes de y (amb rotacions entorns a x invertint adequadament els papers de x e y).

### Mètode dels discs

Integració per discs.

El mètode de discs es fa servir quan el tall que es dibuixa és perpendicular a l'eix de revolució;és a dir quan s'integra al llarg de l'eix de revolució.
El volum del sòlid format per rotació de l'àrea entre les corbes de {\displaystyle f(x)} i {\displaystyle g(x)} i les rectes {\displaystyle x=a} i {\displaystyle x=b} al voltant de l'eix x ve donada per
{\displaystyle V=\pi \int _{a}^{b}\vert f(x)^{2}-g(x)^{2}\vert \,dx}
Si g(x) = 0 (p. ex. fent girar una àrea entre corba i l'eix x), això es redueix a:
{\displaystyle V=\pi \int _{a}^{b}f(x)^{2}\,dx\qquad (1)}
El mètode es pot visualitzar considerant un rectangle vertical prim a x entre {\displaystyle y=f(x)} a damunt i {\displaystyle y=g(x)} a davall, i girant-lo al voltant del l'eix x; forma un anell (o disc en el cas que {\displaystyle g(x)=0}), amb radi exterior f(x) i radi interior g(x). L'àrea d'un anell és {\displaystyle \pi (R^{2}-r^{2})}, on R és el radi exterior (en aquest cas f(x)), i r és el radi interior (en aquest cas g(x)). Sumant totes les àrees al llarg de l'interval dona el volum total. Alternativament, on cada disc té un radi de f(x), els discs aproximen cilindres perfectes a mesura que la seva alçada dx s'aproxima a zero. El volum de cada disc infinitesimal és per tant {\displaystyle \pi f(x)^{2}dx}. Una suma infinita dels discs entre a i b es manifesta com la integral (1).

### Mètode dels cilindres

Integració per capes.

El mètode d'integració per capes es fa servir quan el tall dibuixat és paral·lel a l'eix de revolució; és a dir quan s'integra perpendicular a l'eix de revolució.
El volum del sòlid format per rotació de l'àrea entre les corbes {\displaystyle f(x)} i {\displaystyle g(x)} i les línies {\displaystyle x=a} i {\displaystyle x=b} entorn a l'eix y ve donat per
{\displaystyle V=2\pi \int _{a}^{b}x\vert f(x)-g(x)\vert \,dx}
Si g(x) = 0 (p. ex. fent girar una àrea entre corba i l'eix x), això es redueix a:
{\displaystyle V=2\pi \int _{a}^{b}xf(x)\,dx}
El mètode es pot visualitzar considerant un rectangle vertical prim a x amb alçada {\displaystyle [f(x)-g(x)]}, i fent-lo girar entorn de l'eix y; forma una closca cilíndrica. L'àrea de la superfície lateral d'un cilindre és {\displaystyle 2\pi rh}, on r és el radi (en aquest cas x), i h és l'alçada (en aquest cas {\displaystyle [f(x)-g(x)]}). Sumant totes les àrees de superfície al llarg de l'interval dona el volum total.